# Степанов, Сергей Валентинович
Серге́й Валенти́нович Степа́нов (3 февраля 1976) — российский футболист, полузащитник.

## Карьера
Воспитанник псковского футбола. Начал заниматься футболом в школе ДЮСШ № 2 города Пскова.
В 1999 году стал победителем турнира зоны «Северо-Запад» и финального турнира Первенства КФК, а также — обладателем Кубка МРО «Северо-Запад», в составе клуба «Псков».
В 2001—2002 годах выступал за клуб высшей лиги России «Торпедо-ЗИЛ» (Москва).
Игрок любительской команды «ВДВ-Купол» (Псков), в 2018 году выигравшей чемпионат и кубок области.
Работает тренером в системе подготовки резерва футбольного клуба «Псков». В 2023 году — главный тренер команды «Пскова» (игроки до 16 лет) — участницы северозападного дивизиона ЮФЛ-3.